# 三桠乌药
三桠乌药（学名：Lindera obtusiloba）为樟科山胡椒属的植物。分布于朝鲜、日本以及中国大陆的福建、西藏、湖南、甘肃、四川、江西、浙江、湖北、山东、陕西、辽宁、江苏、安徽、河南等地，生长于海拔20米至3,000米的地区，多生长于山谷及密林灌丛中，目前尚未由人工引种栽培。

## 别名
红叶甘橿（中国树木分类学、中国高等植物图鉴、秦岭植物志）　甘橿、香丽木、猴楸树（河南）　三键风（陕西）　三角风（四川）　山姜、假崂山棍、橿军（山东）　绿绿柴（浙江）　大山胡椒（四川）

## 变种
- Lindera heterophylla Meissn.
- Lindera obtusiloba Bl. var. heterophylla (Meissn.) H. P. Tsui
- Lindera obtusiloba Bl. var. praetermissa (Grierson et Long) H. P. Tsui
- Lindera obtusiloba Bl. var. villosa (Bl.) Kitag.